# Электрический конденсатор
Конденса́тор (от лат. condensare — «уплотнять», «сгущать» или от лат. condensatio — «накопление») — электронный компонент, представляющий собой двухполюсник с постоянным или переменным значением ёмкости и малой проводимостью; устройство для накопления заряда и энергии электрического поля.
Конденсатор является пассивным электронным компонентом. В СИ ёмкость конденсатора измеряется в фарадах.

## История
В 1745 году в Лейдене немецкий каноник Эвальд Юрген фон Клейст и независимо от него голландский физик Питер ван Мушенбрук изобрели конструкцию-прототип электрического конденсатора — «лейденскую банку». Первые конденсаторы, состоящие из двух проводников, разделенных непроводником (диэлектриком), упоминаемые обычно как конденсатор Эпинуса или электрический лист, были созданы ещё раньше.

## Конструкция конденсатора
Конденсатор является пассивным электронным компонентом. В простейшем варианте конструкция состоит из двух электродов в форме пластин (называемых обкладками), разделённых диэлектриком, толщина которого мала по сравнению с размерами обкладок (см. рис.). Практически применяемые конденсаторы имеют много слоёв диэлектрика и многослойные электроды, или ленты чередующихся диэлектрика и электродов, свёрнутые в цилиндр или параллелепипед со скруглёнными четырьмя рёбрами (из-за намотки).

## Свойства конденсатора
Конденсатор в цепи постоянного тока может проводить ток в момент включения его в цепь (происходит зарядка или перезарядка конденсатора), по окончании переходного процесса ток через конденсатор не течёт, так как его обкладки разделены диэлектриком. В цепи же переменного тока он проводит колебания переменного тока посредством циклической перезарядки конденсатора, замыкаясь так называемым током смещения.
С точки зрения метода комплексных амплитуд конденсатор обладает комплексным импедансом
{\displaystyle {\hat {Z}}_{C}={\frac {1}{j\omega C}}=-{\frac {j}{\omega C}}=-{\frac {j}{2\pi fC}},}
где {\displaystyle j} — мнимая единица,
{\displaystyle \omega } — циклическая частота (радиан/с) протекающего синусоидального тока,
{\displaystyle f} — частота в герцах,
{\displaystyle C} — ёмкость конденсатора (фарад).
Отсюда также следует, что реактивное сопротивление конденсатора равно {\displaystyle \scriptstyle X_{C}={\tfrac {1}{\omega C}}.} Для постоянного тока частота равна нулю, следовательно, для постоянного тока реактивное сопротивление конденсатора формально бесконечно.
При изменении частоты изменяются диэлектрическая проницаемость диэлектрика и степень влияния паразитных параметров — собственной индуктивности и сопротивления потерь. На высоких частотах любой конденсатор можно рассматривать как последовательный колебательный контур, образуемый ёмкостью {\displaystyle C,} собственной индуктивностью {\displaystyle L_{c}} и сопротивлением потерь {\displaystyle R_{n}.}
Резонансная частота конденсатора равна:
{\displaystyle f_{p}={\frac {1}{2\pi {\sqrt {L_{c}C}}}}.}
При {\displaystyle f>f_{p}} конденсатор в цепи переменного тока ведёт себя как катушка индуктивности. Поэтому конденсатор целесообразно использовать лишь на частотах {\displaystyle f<f_{p}}, на которых его реактивное сопротивление носит ёмкостный характер. Обычно максимальная рабочая частота конденсатора примерно в 2—3 раза ниже резонансной.
Конденсатор может накапливать электрическую энергию. Энергия заряженного конденсатора:
{\displaystyle W={CU^{2} \over 2}={qU \over 2}={q^{2} \over 2C},}
где {\displaystyle U} — напряжение (разность потенциалов), до которого заряжен конденсатор,
{\displaystyle q} — электрический заряд на одной из обкладок.

## Обозначение конденсаторов на схемах
В России для условных графических обозначений конденсаторов на схемах рекомендуется использовать ГОСТ 2.728-74 либо стандарт международной ассоциации IEEE 315—1975.
На электрических принципиальных схемах номинальная ёмкость конденсаторов обычно указывается в микрофарадах (1 мкФ = 1·106 пФ = 1·10−6 Ф) и пикофарадах (1 пФ = 1·10−12 Ф), и в нанофарадах (1 нФ = 1·10−9 Ф). При ёмкости не более 0,01 мкФ, ёмкость конденсатора указывают в пикофарадах, при этом допустимо не указывать единицу измерения, то есть постфикс «пФ» опускают. При обозначении номинала ёмкости в других единицах указывают единицу измерения.
Для электролитических конденсаторов, а также для высоковольтных конденсаторов на схемах, после обозначения номинала ёмкости, указывают их максимальное рабочее напряжение в вольтах (В) или киловольтах (кВ). Например так: «10 мкФ × 10 В». Для переменных конденсаторов указывают диапазон изменения ёмкости, например так: «10—180».
В настоящее время изготавливаются конденсаторы с номинальными ёмкостями из десятичнологарифмических рядов значений Е3, Е6, Е12, Е24, то есть на одну декаду приходится 3, 6, 12, 24 значения, так, чтобы значения с соответствующим допуском (разбросом) перекрывали всю декаду.

## Основные параметры

### Характеристики

#### Ёмкость
Основной характеристикой конденсатора является его ёмкость, характеризующая способность конденсатора накапливать электрический заряд. В обозначении конденсатора фигурирует значение номинальной ёмкости, в то время как реальная ёмкость может значительно меняться в зависимости от многих факторов. Реальная ёмкость конденсатора определяет его электрические свойства. Так, по определению ёмкости, заряд на обкладке пропорционален напряжению между обкладками (q = CU). Типичные значения ёмкости конденсаторов составляют от единиц пикофарад до тысяч микрофарад. Однако существуют конденсаторы (ионисторы) с ёмкостью до десятков фарад.
Ёмкость плоского конденсатора, состоящего из двух параллельных металлических пластин площадью S каждая, расположенных на расстоянии d друг от друга, в системе СИ выражается формулой:
{\displaystyle C={\tfrac {\varepsilon \varepsilon _{0}S}{d}},}
где {\displaystyle \varepsilon } — диэлектрическая проницаемость среды, заполняющей пространство между пластинами (в вакууме равна единице),
{\displaystyle \varepsilon _{0}} — электрическая постоянная, численно равная 8,854187817⋅10−12 Ф/м.
Эта формула справедлива, лишь когда d намного меньше линейных размеров пластин.
Для получения больших ёмкостей конденсаторы соединяют параллельно. При этом напряжение между обкладками всех конденсаторов одинаково. Общая ёмкость батареи параллельно соединённых конденсаторов равна сумме ёмкостей всех конденсаторов, входящих в батарею:
{\displaystyle C=\sum _{i=1}^{n}C_{i}} или {\displaystyle C=C_{1}+C_{2}+\ldots +C_{n}.}
Если у всех параллельно соединённых конденсаторов расстояние между обкладками и свойства диэлектрика одинаковы, то эти конденсаторы можно представить как один большой конденсатор, разделённый на фрагменты меньшей площади.
При последовательном соединении конденсаторов заряды всех конденсаторов одинаковы, так как от источника питания они поступают только на внешние электроды, а на внутренних электродах они получаются только за счёт разделения зарядов, ранее нейтрализовавших друг друга.
Общая ёмкость батареи последовательно соединённых конденсаторов равна:
{\displaystyle {\tfrac {1}{C}}=\sum _{i=1}^{n}{\tfrac {1}{C_{i}}}\Rightarrow C={\begin{pmatrix}\sum _{i=1}^{n}{\tfrac {1}{C_{i}}}\end{pmatrix}}^{-1},}
или:
{\displaystyle {\tfrac {1}{C}}={\tfrac {1}{C_{1}}}+{\tfrac {1}{C_{2}}}+\ldots +{\tfrac {1}{C_{n}}}.}
Эта ёмкость всегда меньше минимальной ёмкости конденсатора, входящего в батарею. Однако при последовательном соединении уменьшается возможность пробоя конденсаторов, так как на каждый конденсатор приходится лишь часть разницы потенциалов источника напряжения.
Если площадь обкладок всех конденсаторов, соединённых последовательно, одинакова, то эти конденсаторы можно представить в виде одного большого конденсатора, между обкладками которого находится стопка из пластин диэлектрика всех составляющих его конденсаторов.

#### Удельная ёмкость
Конденсаторы также характеризуются удельной ёмкостью — отношением ёмкости к объёму (или массе) диэлектрика. Максимальное значение удельной ёмкости достигается при минимальной толщине диэлектрика, однако при этом уменьшается его напряжение пробоя.

#### Плотность энергии
Плотность энергии электролитического конденсатора зависит от конструктивного исполнения. Максимальная плотность достигается у больших конденсаторов, где масса корпуса невелика по сравнению с массой обкладок и электролита. Например, у конденсатора EPCOS B4345 с ёмкостью 12 000 мкФ, максимально допустимым напряжением 450 В и массой 1,9 кг плотность энергии при максимальном напряжении составляет 639 Дж/кг или 845 Дж/л.
Особенно важен этот параметр при использовании конденсатора в качестве накопителя энергии, с последующим мгновенным её высвобождением, например, в пушке Гаусса.

#### Номинальное напряжение
Другой не менее важной характеристикой конденсаторов является номинальное напряжение — значение напряжения, обозначенное на конденсаторе, при котором он может работать в заданных условиях в течение срока службы с сохранением параметров в допустимых пределах.
Номинальное напряжение зависит от конструкции конденсатора и свойств применяемых материалов. Эксплуатационное напряжение на конденсаторе должно быть не выше номинального.

#### Полярность
Многие конденсаторы с оксидным диэлектриком (электролитические) функционируют только при корректной полярности напряжения из-за химических особенностей взаимодействия электролита с диэлектриком.
При обратной полярности напряжения электролитические конденсаторы обычно выходят из строя из-за химического разрушения диэлектрика с последующим увеличением тока, вскипанием электролита внутри и, как следствие, с вероятностью взрыва корпуса.

#### Опасность разрушения (взрыва)
Взрывы электролитических конденсаторов — довольно распространённое явление. Основной причиной взрывов является перегрев конденсатора, вызываемый в большинстве случаев утечкой или повышением эквивалентного последовательного сопротивления вследствие старения (актуально для импульсных устройств). В современных компьютерах перегрев конденсаторов — частая причина выхода их из строя вследствие близкого расположения с источниками тепла, например, рядом с радиатором охлаждения.
Для уменьшения повреждений других деталей и травматизма персонала в современных конденсаторах большой ёмкости устанавливают вышибной предохранительный клапан или выполняют надсечку корпуса (часто её можно заметить в виде креста или в форме букв X, Y, K или Т на торце цилиндрического корпуса, иногда, на крупногабаритных конденсаторах, она покрыта пластиком), аналогичную той, что встречается у жестяных банок с напитками. При повышении внутреннего давления вышибается пробка клапана или корпус разрушается по надсечке, пары электролита выходят в виде едкого газа и даже брызг жидкости. При этом разрушение корпуса конденсатора происходит без взрыва, разбрасывания обкладок и сепаратора.
Старые электролитические конденсаторы выпускались в герметичных корпусах и в конструкции их корпусов не предусматривалась защита от взрыва. Скорость разлёта осколков при взрыве корпуса устаревших конденсаторов может быть достаточной для того, чтобы травмировать человека. Плюс осколки на печатной плате могут вызвать короткое замыкание, что может повредить устройство или выведет его из строя.
В отличие от электролитических, взрывоопасность танталовых (оксиднополупроводниковых) конденсаторов связана с тем, что такой конденсатор фактически представляет собой взрывчатую смесь: в качестве горючего служит тантал, а в качестве окислителя — двуокись марганца, и оба этих компонента в конструкции конденсатора перемешаны в виде тонкого порошка. При пробое конденсатора или при изменении полярности напряжения, выделившееся при протекании тока тепло инициирует реакцию между данными компонентами, протекающую в виде сильной вспышки с хлопком, что сопровождается разбрасыванием искр и осколков корпуса. Сила такого взрыва довольно велика, особенно у крупных конденсаторов, и способна повредить не только соседние радиоэлементы, но и плату. При тесном расположении нескольких конденсаторов возможен прожог корпусов соседних конденсаторов, что приводит к одновременному взрыву всей группы.

### Паразитные параметры
Реальные конденсаторы, помимо ёмкости, обладают также собственными последовательным и параллельным сопротивлением и индуктивностью. С достаточной для практики точностью эквивалентную схему реального конденсатора можно представить как показано на рисунке, где все двухполюсники подразумеваются идеальными.

#### Электрическое сопротивление изоляции диэлектрика конденсатора, поверхностные утечки и саморазряд
Сопротивление изоляции — это сопротивление конденсатора постоянному току, определяемое соотношением:
{\displaystyle R_{d}=U/I_{\text{ут}},}
где {\displaystyle U} — напряжение, приложенное к конденсатору;
{\displaystyle I_{\text{ут}}} — ток утечки.
Из-за тока утечки, протекающего через слой диэлектрика между обкладками и по поверхности диэлектрика, предварительно заряженный конденсатор с течением времени теряет заряд (саморазряд конденсатора). Часто в спецификациях на конденсаторы сопротивление утечки определяют через постоянную времени {\displaystyle T} саморазряда конденсатора, которая численно равна произведению ёмкости на сопротивление утечки:
{\displaystyle T=R_{d}C_{0},}
где {\displaystyle T} — время, за которое начальное напряжение на конденсаторе, не подключённом ко внешней цепи, уменьшится в e раз.
Хорошие конденсаторы с полимерными и керамическими диэлектриками имеют постоянные времени саморазряда, достигающие многих сотен тысяч часов.

#### Эквивалентное последовательное сопротивление —Rs
Эквивалентное последовательное сопротивление обусловлено главным образом электрическим сопротивлением материала обкладок и выводов конденсатора и контактов между ними, а также учитывает потери в диэлектрике. Обычно ЭПС возрастает с увеличением частоты тока, протекающего через конденсатор, вследствие поверхностного эффекта.
В большинстве практических случаев этим параметром можно пренебречь, но иногда (напр., в случае использования электролитических конденсаторов в фильтрах импульсных блоков питания) достаточно малое его значение существенно для надёжности и устойчивости работы устройства. В электролитических конденсаторах, где один из электродов является электролитом, этот параметр при эксплуатации со временем деградирует вследствие испарения растворителя из жидкого электролита и изменения его химического состава, вызванного взаимодействием с металлическими обкладками, что происходит относительно быстро в низкокачественных изделиях («конденсаторная чума»).
Некоторые схемы (например, стабилизаторы напряжения) критичны к диапазону изменения ЭПС конденсаторов в своих цепях. Это связано с тем, что при проектировании таких устройств инженеры учитывают этот параметр в фазочастотной характеристике (ФЧХ) обратной связи стабилизатора. Существенное изменение со временем ЭПС применённых конденсаторов изменяет ФЧХ, что может привести к снижению запаса устойчивости контуров авторегулирования и даже к самовозбуждению.
Существуют специальные приборы (ESR-метр) для измерения этого достаточно важного параметра конденсатора, по которому можно часто определить пригодность его дальнейшего использования в определённых целях. Этот параметр, кроме ёмкости (ёмкость — это основной параметр), часто имеет решающее значение в исследовании состояния старого конденсатора и принятия решения, стоит ли использовать его в определённой схеме или он прогнозируемо выйдет за пределы допустимых отклонений.

#### Эквивалентная последовательная индуктивность
Эквивалентная последовательная индуктивность {\displaystyle L_{i}} обусловлена в основном собственной индуктивностью обкладок и выводов конденсатора. Результатом этой распределенной паразитной индуктивности является превращение конденсатора в колебательный контур с характерной собственной частотой резонанса. Эта частота может быть измерена и обычно указывается в параметрах конденсатора либо в явном виде, либо в виде рекомендованной максимальной рабочей частоты.

#### Тангенс угла диэлектрических потерь
Тангенс угла диэлектрических потерь — отношение мнимой и вещественной части комплексной диэлектрической проницаемости.
{\displaystyle {\rm {{tg}\,\delta ={\frac {\varepsilon _{im}}{\varepsilon _{re}}}={\frac {\sigma }{\omega \varepsilon _{a}}}.}}}
Потери энергии в конденсаторе определяются потерями в диэлектрике и обкладках. При протекании переменного тока через конденсатор векторы напряжения и тока сдвинуты на угол {\displaystyle \scriptstyle \varphi ={\tfrac {\pi }{2}}-\delta ,} где δ — угол диэлектрических потерь. При отсутствии потерь δ = 0. Тангенс угла потерь определяется отношением активной мощности Pа к реактивной Pр при синусоидальном напряжении определённой частоты. Величина, обратная tg δ, называется добротностью конденсатора. Термины добротности и тангенса угла потерь применяются также для катушек индуктивности и трансформаторов.

#### Температурный коэффициент ёмкости (ТКЕ)
ТКЕ — относительное изменение ёмкости при изменении температуры окружающей среды на один градус Цельсия (кельвин). ТКЕ определяется так:
{\displaystyle TKE={\frac {\Delta C}{C\Delta T}}.}
где {\displaystyle \Delta C} — изменение ёмкости, вызванное изменением температуры на {\displaystyle \Delta T}.
Таким образом, изменение ёмкости от температуры (при не слишком больших изменениях температуры) выражается линейной функцией:
{\displaystyle C(T)=C_{H.y.}+TKE\cdot C_{H.y.}\cdot \Delta T,}
где {\displaystyle \Delta T} — изменение температуры в °C или К относительно нормальных условий, при которых специфицировано значение ёмкости,
{\displaystyle C_{H.y.}} — ёмкость при нормальных условиях.
TKE применяется для характеристики конденсаторов с практически линейной зависимостью ёмкости от температуры. Однако ТКЕ указывается в спецификациях не для всех типов конденсаторов.
Для конденсаторов, имеющих существенно нелинейную зависимость ёмкости от температуры и для конденсаторов с большими изменениями ёмкости от воздействия температуры окружающей среды в спецификациях нормируются относительное изменение ёмкости в рабочем диапазоне температур или в виде графика зависимости ёмкости от температуры.

#### Диэлектрическая абсорбция
Если заряженный конденсатор быстро разрядить до нулевого напряжения путём подключения низкоомной нагрузки, а затем снять нагрузку и наблюдать за напряжением на выводах конденсатора, то оказывается, что напряжение на обкладках снова начинает появляться, как если бы мы разрядили конденсатор не до нуля. Это явление получило название диэлектрическая абсорбция (диэлектрическое поглощение). Конденсатор ведёт себя так, словно параллельно ему подключено множество последовательных RC-цепочек с различной постоянной времени. Интенсивность этого эффекта зависит в основном от свойств диэлектрика конденсатора.
Подобный эффект можно наблюдать практически на всех типах диэлектриков. В электролитических конденсаторах он особенно сильный и является следствием химических реакций между электролитом и обкладками. У конденсаторов с твердым диэлектриком (например, керамических и слюдяных) эффект связан с остаточной поляризацией диэлектрика. Наименьшим диэлектрической абсорбцией обладают конденсаторы с неполярными диэлектриками: тефлон (фторопласт), полистирол, полипропилен и т. п.
Величина эффекта зависит от времени зарядки конденсатора, времени закорочивания, иногда от температуры. Количественное значение абсорбции принято характеризовать коэффициентом абсорбции, который определяется в стандартных условиях измерения, описанных в нормативной документации. Существует несколько стандартов для измерения диэлектрической абсорбции, несколько различающихся в методиках измерения. Например, по стандарту EN 60384-1 для измерения диэлектрической абсорбции конденсатор заряжается до номинального рабочего напряжения и выдерживается под этим напряжением в течение 60 минут, затем разряжается в течение 10 секунд через резистор сопротивлением 5 Ом. После отключения разрядного резистора после 15-минутной выдержки измеряют напряжение на конденсаторе. Величина этого напряжения, возникающего в результате диэлектрической абсорбции, указывается в процентах относительно исходно приложенного напряжения.
Особое внимание в связи с эффектом следует уделять измерительным цепям постоянного тока: прецизионным интегрирующим усилителям, устройствам выборки-хранения, некоторым схемам на переключаемых конденсаторах.

#### Паразитный пьезоэффект
Многие керамические материалы, используемые в качестве диэлектрика в конденсаторах (например, титанат бария, обладающий очень высокой диэлектрической проницаемостью в не слишком сильных электрических полях) проявляют пьезоэффект — способность генерировать напряжение на обкладках при механических деформациях. Это характерно для конденсаторов с пьезоэлектрическими диэлектриками. Пьезоэффект ведёт к возникновению электрических помех в устройствах, где использованы такие конденсаторы, при воздействии акустического шума или вибрации на конденсатор. Это нежелательное явление иногда называют «микрофонным эффектом».
Также подобные диэлектрики проявляют и обратный пьезоэффект — при работе в цепи переменного напряжения происходит знакопеременная деформация диэлектрика, генерирующая акустические колебания, порождающие дополнительные электрические потери в конденсаторе.

#### Самовосстановление
Конденсаторы с металлизированным электродом (бумажный и пленочный диэлектрик) обладают важным свойством самовосстановления электрической прочности после пробоя диэлектрика. Механизм самовосстановления заключается в отгорании металлизации электрода после локального пробоя диэлектрика посредством микродугового электрического разряда.

## Классификация конденсаторов
Основная классификация конденсаторов проводится по типу диэлектрика в конденсаторе. Тип диэлектрика определяет основные электрические параметры конденсаторов: сопротивление изоляции, стабильность ёмкости, величину потерь и др.
По виду диэлектрика различают:
- Конденсаторы вакуумные (между обкладками находится вакуум).
- Конденсаторы с газообразным диэлектриком.
- Конденсаторы с жидким диэлектриком.
- Конденсаторы с твёрдым неорганическим диэлектриком:  стеклянные (стеклоэмалевые, стеклокерамические, стеклоплёночные), слюдяные, керамические, тонкослойные из неорганических плёнок.
- Конденсаторы с твёрдым органическим диэлектриком: бумажные, металлобумажные, плёночные, комбинированные — бумажноплёночные, тонкослойные из органических синтетических плёнок.
- Электролитические и оксидно-полупроводниковые конденсаторы. Такие конденсаторы отличаются от всех прочих типов прежде всего большой удельной ёмкостью. В качестве диэлектрика используется оксидный слой на металлическом аноде. Вторая обкладка (катод) — это или электролит (в электролитических конденсаторах), или слой полупроводника (в оксидно-полупроводниковых), нанесённый непосредственно на оксидный слой. Анод изготовляется, в зависимости от типа конденсатора, из алюминиевой, ниобиевой или танталовой фольги или спечённого порошка. Время наработки на отказ типичного электролитического конденсатора 3000—5000 часов при максимально допустимой температуре, качественные конденсаторы имеют время наработки на отказ не менее 8000 часов при температуре 105 °С[7]. Рабочая температура — основной фактор, влияющий на продолжительность срока службы конденсатора. Если нагрев конденсатора незначителен из-за потерь в диэлектрике, обкладках и выводах, (например, при использовании его во времязадающих цепях при небольших токах или в качестве разделительных), можно принять, что интенсивность отказов снижается вдвое при снижении рабочей температуры на каждые 10 °C вплоть до 25 °C. При работе конденсаторов в импульсных сильноточных цепях (например, в импульсных источниках питания) такая упрощённая оценка надёжности конденсаторов некорректна и расчёт надёжности более сложен[8].
- Твердотельные конденсаторы — вместо традиционного жидкого электролита используется специальный токопроводящий органический полимер или полимеризованный органический полупроводник. Время наработки на отказ около 50 000 часов при температуре 85 °С. ЭПС меньше, чем у жидко-электролитических и слабо зависит от температуры. Не взрываются.

- Тонкопленочные конденсаторы

Кроме того, конденсаторы различаются по возможности изменения своей ёмкости:
- Постоянные конденсаторы — основной класс конденсаторов, не меняющие своей ёмкости (кроме как в течение срока службы).
- Переменные конденсаторы — конденсаторы, которые допускают изменение ёмкости в процессе функционирования аппаратуры. Управление ёмкостью может осуществляться механически, электрическим напряжением (вариконды, варикапы) и температурой (термоконденсаторы). Применяются, например, в радиоприёмниках для перестройки частоты резонансного контура.
- Подстроечные конденсаторы — конденсаторы, ёмкость которых изменяется при разовой или периодической регулировке и не изменяется в процессе функционирования аппаратуры. Их используют для подстройки и выравнивания начальных ёмкостей сопрягаемых контуров, для периодической подстройки и регулировки цепей схем, где требуется незначительное изменение ёмкости.

В зависимости от назначения можно условно разделить конденсаторы на конденсаторы общего и специального назначения. Конденсаторы общего назначения используются практически в большинстве видов и классов аппаратуры. Традиционно к ним относят наиболее распространённые низковольтные конденсаторы, к которым не предъявляются особые требования. Все остальные конденсаторы являются специальными. К ним относятся высоковольтные, импульсные, помехоподавляющие, дозиметрические, пусковые и другие конденсаторы.
Также различают конденсаторы по форме обкладок: плоские, цилиндрические, сферические и другие.
| Название                   | Ёмкость | Электрическое поле                                                                      | Схема |
| -------------------------- | --- | --------------------------------------------------------------------------------------- | ----- |
| Плоский конденсатор        | {\displaystyle C=\varepsilon _{0}\varepsilon _{\mathrm {r} }\cdot {\frac {A}{d}}}                                           | {\displaystyle E={\frac {Q}{\varepsilon _{0}\varepsilon _{\mathrm {r} }A}}}             |       |
| Цилиндрический конденсатор | {\displaystyle C=2\pi \varepsilon _{0}\varepsilon _{\mathrm {r} }\,{\frac {l}{\ln \!\left(R_{2}/R_{1}\right)}}}             | {\displaystyle E(r)={\frac {Q}{2\pi rl\varepsilon _{0}\varepsilon _{\mathrm {r} }}}}    |       |
| Сферический конденсатор    | {\displaystyle C=4\pi \varepsilon _{0}\varepsilon _{\mathrm {r} }\left({\tfrac {1}{R_{1}}}-{\tfrac {1}{R_{2}}}\right)^{-1}} | {\displaystyle E(r)={\frac {Q}{4\pi r^{2}\varepsilon _{0}\varepsilon _{\mathrm {r} }}}} |       |
|                            | {\displaystyle C=4\pi \varepsilon _{0}\varepsilon _{\mathrm {r} }R_{1}}                                                     | {\displaystyle E(r)={\frac {Q}{4\pi r^{2}\varepsilon _{0}\varepsilon _{\mathrm {r} }}}} |       |

## Сравнение конденсаторов постоянной ёмкости
| Тип конденсатора                                                         | Используемый диэлектрик | Особенности/применения | Недостатки |
| Конденсаторы с твёрдым органическим диэлектриком                         | Конденсаторы с твёрдым органическим диэлектриком                                                                                            | Конденсаторы с твёрдым органическим диэлектриком | Конденсаторы с твёрдым органическим диэлектриком |
| бумажные конденсаторы                                                    | бумажные конденсаторы | бумажные конденсаторы | бумажные конденсаторы |
| ------------------------------------------------------------------------ | --- | --- | --- |
| Масляные конденсаторы переменного тока                                   | Промасленная бумага | В основном разрабатывались для обеспечения очень больших ёмкостей для промышленного применения в цепях переменного тока, выдерживая при этом большие токи и высокие пиковые напряжения частотой силовой питающей сети. В их задачи входит пуск и работа электрических моторов переменного тока, разделение фаз, коррекция коэффициента мощности, стабилизация напряжения, работа с контрольным оборудованием и т. д. | Ограничены низкой рабочей частотой, поскольку на высоких частотах имеют высокие диэлектрические потери. |
| Масляные конденсаторы постоянного тока                                   | Бумага или её комбинация с ПЭТ | Разработаны для работы при постоянном токе для фильтрации, удвоения напряжения, предотвращения образования дуги, как проходные и разделительные конденсаторы | При наличии пульсаций требуют уменьшения рабочего напряжения согласно предоставленным производителем графикам. Обладают бо́льшими размерами в сравнении с аналогами с полимерными диэлектриками. |
| Бумажные конденсаторы                                                    | Бумага/пропитанная бумага | Пропитанная бумага широко использовалась в старых конденсаторах. В качестве пропитки использовался воск, масло или эпоксидная смола. Некоторые подобные конденсаторы до сих пор применяются для работы при высоком напряжении, но в большинстве случаев теперь вместо них используют плёночные конденсаторы. | Большой размер. Большая гигроскопичность, из-за чего они поглощают влагу из воздуха даже при наличии пластикового корпуса и пропитки. Поглощённая влага ухудшает их характеристики, повышая диэлектрические потери и понижая сопротивление изоляции. |
| Металлизированные бумажные конденсаторы                                  | Бумага | Меньший размер, чем у бумажно-фольговых конденсаторов | Подходят только для слаботочных применений. Вместо них стали широко применяться металлизированные плёночные конденсаторы. |
| Энергонакопительные конденсаторы                                         | Конденсаторная крафт-бумага, пропитанная касторовым маслом или схожей жидкостью с высокой диэлектрической постоянной, и пластинки из фольги | Разработаны для работы в импульсном режиме с высоким током разряда. Лучше переносят изменение полярности напряжения, чем многие полимерные диэлектрики. Обычно применяются в импульсных лазерах, генераторах Маркса, для импульсной сварки, при электромагнитной формовке и иных задачах, требующих использования импульсов большой мощности. | Имеют большой размер и массу. Их энергоёмкость значительно меньше, чем у конденсаторов, использующих полимерные диэлектрики. Не способны к самолечению. Отказ подобного конденсатора может быть катастрофичным из-за большого объёма накопленной энергии. |
| плёночные конденсаторы                                                   | | | |
| Полиэтилентерефталатные конденсаторы                                     | Полиэтилентерефталатная плёнка | Меньше, чем бумажные или полипропиленовые конденсаторы со схожими характеристиками. Могут использовать полоски фольги, металлизированную плёнку или их комбинации. ПЭТ конденсаторы почти полностью заменили бумажные для задач, где требуется работа с прямым (постоянным) током. Имеют рабочие напряжения вплоть до 60 киловольт при постоянном токе, а рабочую температуру до 125 °C. Обладают невысокой гигроскопичностью. | Температурная стабильность ниже, чем у бумажных. Могут применяться при низкочастотном переменном токе, но непригодны при высокочастотном из-за чрезмерного нагрева диэлектрика. |
| Полиамидные конденсаторы                                                 | Полиамид | Рабочая температура до 200 °C. Высокое сопротивление изоляции, хорошая стабильность, малый тангенс угла потерь. | Большие размеры и высокая цена. |
| Каптоновые конденсаторы                                                  | Полиимидная плёнка марки Каптон | Аналогичны ПЭТ, но обладают значительно более высокой рабочей температурой (вплоть до 250 °C). | Дороже ПЭТ. Температурная стабильность ниже, чем у бумажных конденсаторов. Также могут применяться только при низкочастотном переменном токе, так как при высоких частотах происходит сильный нагрев диэлектрика. |
| Поликарбонатные конденсаторы                                             | Поликарбонат | Имеют лучшее сопротивление изоляции, тангенс угла потерь и диэлектрическую адсорбцию в сравнении с полистирольными конденсаторами. Обладают лучшей влагостойкостью. Температурный коэффициент примерно ±80 ppm. Выдерживают полное рабочее напряжение на всём температурном диапазоне (от −55 °C до 125 °C) | Максимальная рабочая температура ограничена на уровне 125 °C. |
| Полисульфоновые конденсаторы                                             | Полисульфон | Аналогичны поликарбонатным. Могут выдерживать полное номинальное напряжение на сравнительно высоких температурах. Поглощение влаги около 0,2 %, что ограничивает их стабильность. | Малая доступность и высокая стоимость. |
| Полипропиленовые конденсаторы                                            | Полипропилен | Чрезвычайно низкий тангенс угла потерь, более высокая диэлектрическая прочность, чем у поликарбонатных и ПЭТ конденсаторов. Низкая гигроскопичность и высокое сопротивление изоляции. Могут использовать полоски фольги, металлизированную плёнку или их комбинации. Плёнка совместима с технологией самовосстановления, повышающей надёжность. Могут работать на высоких частотах, в том числе при большой мощности, например, для индукционного нагрева (часто вместе с водяным охлаждением), благодаря очень низким диэлектрическим потерям. При более высоких ёмкостях и рабочем напряжении, например от 1 до 100 мкФ и напряжением до 440 В переменного тока, могут применяться как пусковые для работы с некоторыми типами однофазных электрических моторов. | Более чувствительны к повреждениям от кратковременных перенапряжений или переполюсовке, чем пропитанные маслом бумажные конденсаторы. |
| Полистирольные конденсаторы                                              | Полистирол | Отличные плёночные высокочастотные конденсаторы общего применения. Имеют отличную стабильность, высокую влагостойкость и малый отрицательный температурный коэффициент, позволяющий использовать их для компенсации положительного температурного коэффициента других компонентов. Идеальны для маломощных высокочастотных и прецизионных аналоговых задач. | Максимальная рабочая температура ограничена 85 °C. Сравнительно большие по размеру. |
| Фторопластовые конденсаторы                                              | Политетрафторэтилен | Отличные плёночные высокочастотные конденсаторы общего применения. Очень низкие диэлектрические потери. Рабочая температура до 250 °C, очень высокое сопротивление изоляции, хорошая стабильность. Используются в критичных задачах. | Большой размер из-за низкой диэлектрической постоянной, более высокая цена в сравнении с другими конденсаторами. |
| Металлизированные полиэтилентерефталатные и поликарбонатные конденсаторы | ПЭТ или Поликарбонат | Надёжные и значительно меньшие по размеру. Тонкая металлизация может использоваться для придания им свойства самовосстановления. | Тонкая металлизация ограничивает максимальный ток. |
| Конденсаторы с твёрдым неорганическим диэлектриком                       | | | |
| Многоуровневые пластинчатые слюдяные конденсаторы                        | Слюда | Преимущества данных конденсаторов основаны на том, что их диэлектрик инертен. Он не изменяется со временем ни физически, ни химически, а также имеет хорошую температурную стабильность. Обладают очень высокой стойкостью к коронным разрядам. | Без правильной герметизации подвержены влиянию влажности, что ухудшает их параметры. Высокая цена из-за редкости и высокого качества диэлектрика, а также ручной сборки. |
| Металлизированные или серебряные слюдяные конденсаторы                   | Слюда | Те же преимущества, в дополнение обладают большей устойчивостью к влаге. | Более высокая цена. |
| Стеклянные конденсаторы                                                  | Стекло | Аналогичны слюдяным. Стабильность и частотные характеристики лучше, чем у слюдяных. Очень надёжные, очень стабильные, стойкие к радиации. | Высокая цена. |
| Температурно-компенсированные керамические конденсаторы                  | Смесь сложных соединений титанатов | Дешёвые, миниатюрные, обладают превосходными высокочастотными характеристиками и хорошей надёжностью. Предсказуемое линейное изменение ёмкости относительно температуры. Имеются изделия, выдерживающие до 15 кВ. | Изменение ёмкости при различном приложенном напряжении, частоте, подвержены старению. |
| Керамические конденсаторы с высокой диэлектрической постоянной           | Диэлектрики, основанные на титанате бария                                                                                                   | Миниатюрнее температурно-компенсированных конденсаторов из-за большей диэлектрической постоянной. Доступны для напряжений вплоть до 50 киловольт. | Обладают меньшей температурной стабильностью, ёмкость значительно изменяется при различном приложенном напряжении. |
| Конденсаторы с оксидным диэлектриком                                     | | | |
| Алюминиевые электролитические конденсаторы                               | Оксид алюминия | Огромное отношение ёмкости к объёму, недорогие, полярные. В основном применяются как сглаживающие и питающие конденсаторы в источниках питания. Наработка на отказ конденсатора с максимально допустимой рабочей температурой 105 °C при расчёте составляет до 50 000 часов при температуре 75 °C | Высокие токи утечки, большое эквивалентное последовательное сопротивление и индуктивность ограничивают возможность использования их на высоких частотах. Имеют низкую температурную стабильность и плохие отклонения параметров. Могут взорваться при превышении допустимых параметров и/или перегреве, при приложении обратного напряжения. Максимальное напряжение около 500 вольт. |
| Танталовые конденсаторы                                                  | Оксид тантала | Большое отношение ёмкости к объёму, малый размер, хорошая стабильность, большой диапазон рабочих температур. Широко используются в миниатюрном оборудовании и компьютерах. Доступны как в полярном, так и неполярном исполнении. Твёрдотельные танталовые конденсаторы имеют намного лучшие характеристики по сравнению с имеющими жидкий электролит. | Дороже алюминиевых электролитических конденсаторов. Максимальное напряжение ограничено планкой около 50 В. Взрываются при превышении допустимого тока, напряжения или скорости нарастания напряжения, а также при подаче напряжения неправильной полярности. |
| Ниобиевые конденсаторы                                                   | Оксид ниобия | ? | ? |
| Твердотельные конденсаторы                                               | Оксид алюминия, оксид тантала | Вместо традиционного жидкого электролита используется специальный токопроводящий органический полимер или полимеризованный органический полупроводник. Время наработки на отказ около 50 000 часов при температуре 85 °С. ЭПС меньше чем у жидко-электролитических и слабо зависит от температуры. Не взрываются. | Дороже обычных. При 105 °С срок службы как у обычных электролитических. Рабочие напряжения до 35 В. |
| Конденсаторы с двойным электрическим слоем                               | | | |
| Конденсаторы с двойным электрическим слоем (ионисторы)                   | Тонкий слой электролита и активированный уголь                                                                                              | Огромная ёмкость относительно объёма, маленький размер. Доступны номиналы в сотни фарад. Обычно используются для временного питания оборудования при замене батарей. Могут заряжаться и разряжаться бо́льшими токами, чем батареи, имеют очень большое число циклов заряд-разряд. Полярные, имеют низкое номинальное напряжение (вольт на конденсаторную ячейку). Группы ячеек соединяются последовательно для повышения общего рабочего напряжения, при этом обязательно применение устройств для балансировки напряжений. | Относительно высокая стоимость, высокое эквивалентное последовательное сопротивление (малые разрядные токи), большие токи утечки. |
| Литий-ионные конденсаторы                                                | Ион лития | Литий-ионные конденсаторы обладают большей энергоёмкостью, сравнимой с батареями, безопаснее в сравнении с батареями (литиевых гальванических элементов или литий-ионных аккумуляторов [какой?][уточнить]), в которых начинается бурная химическая реакция при высокой температуре. По сравнению с ионисторами они имеют большее выходное напряжение. Удельная мощность у них сравнимa, но плотность энергии у Li-ion-конденсаторов гораздо выше. | Новая технология, пока не получившая широкого распространения. |
| Конденсаторы вакуумные                                                   | | | |
| Вакуумные конденсаторы                                                   | Вакуумные конденсаторы используют стеклянные или керамические колбы с концентрическими цилиндрическими электродами.                         | Чрезвычайно малые потери. Используются для мощных высоковольтных радиочастотных задач, таких как индукционный нагрев, где даже малые потери приводят к чрезмерному нагреву самого конденсатора. При ограниченном токе искры могут обладать самовосстановлением. | Очень высокая цена, хрупкость, большой размер, низкая ёмкость. |

## Применение конденсаторов и их работа
Конденсаторы находят применение практически во всех областях электротехники.
- Конденсаторы (совместно с катушками индуктивности и/или резисторами) используются для построения различных цепей с частотно-зависимыми свойствами, в частности, фильтров, цепей обратной связи, колебательных контуров и т. п.
- Во вторичных источниках электропитания конденсаторы применяются для сглаживания пульсаций выпрямленного напряжения.
- При быстром разряде конденсатора можно получить импульс большой мощности, например, в фотовспышках, электромагнитных ускорителях, импульсных лазерах с оптической накачкой, генераторах Маркса, (ГИН; ГИТ), генераторах Кокрофта-Уолтона и т. п.
- Так как конденсатор способен длительное время сохранять заряд, то его можно использовать в качестве элемента памяти (см. DRAM, Устройство выборки и хранения).
- Конденсатор может использоваться как двухполюсник, обладающий реактивным сопротивлением, для ограничения силы переменного тока в электрической цепи (см. Балласт).
- Процесс заряда и разряда конденсатора через резистор (см. RC-цепь) или генератор тока занимает определённое время, что позволяет использовать конденсатор во времязадающих цепях, к которым не предъявляются высокие требования временной и температурной стабильности (в схемах генераторов одиночных и повторяющихся импульсов, реле времени и т. п.).
- В электротехнике конденсаторы используются для компенсации реактивной мощности и в фильтрах высших гармоник.
- Конденсаторы способны накапливать большой заряд и создавать большую напряжённость на обкладках, которая используется для различных целей, например, для ускорения заряженных частиц или для создания кратковременных мощных электрических разрядов (см. генератор Ван де Граафа).
- Измерительный преобразователь малых перемещений: малое изменение расстояния между обкладками очень заметно сказывается на ёмкости конденсатора.
- Измерительный преобразователь влажности воздуха, древесины (изменение состава диэлектрика приводит к изменению ёмкости).
- В схемах РЗиА конденсаторы используются для реализации логики работы некоторых защит. В частности, в схеме работы АПВ использование конденсатора позволяет обеспечить требуемую кратность срабатывания защиты.
- Измерителя уровня жидкости. Непроводящая жидкость заполняет пространство между обкладками конденсатора, и ёмкость конденсатора меняется в зависимости от уровня.
- Фазосдвигающего конденсатора. Такой конденсатор необходим для пуска, а в некоторых случаях и работы однофазных асинхронных двигателей. Также он может применяться для пуска и работы трёхфазных асинхронных двигателей при питании от однофазного напряжения.
- Аккумуляторов электрической энергии (см. Ионистор). В этом случае на обкладках конденсатора должны быть достаточно постоянные значения напряжения и тока разряда. При этом сам разряд должен быть значительным по времени. В настоящее время идут опытные разработки электромобилей и гибридов с применением конденсаторов. Также существуют некоторые модели трамваев, в которых конденсаторы применяются для питания тяговых электродвигателей при движении по обесточенным участкам.

## Маркировка конденсаторов

### Маркировка советских и российских конденсаторов
Существуют две системы обозначения советских/российских конденсаторов: буквенная (старая) и цифровая (новая).

#### Старая система обозначений
Буквенная система распространяется на конденсаторы, разработанные до 1960 года. В этой системе первая буква К означает конденсатор, вторая — тип диэлектрика (Б — бумажный, С — слюдяной, К — керамический, Э — электролитический и так далее…), третья — конструктивные особенности (герметичность исполнения или условия эксплуатации). Для упрощения системы обозначений часто первую букву К пропускают, оставляя вторую и последующие.

#### Новая система обозначений
В соответствии с новой (цифровой) системой маркировки конденсаторы делятся на группы по виду диэлектрика, назначению и варианту исполнения. Согласно этой системе, первая буква «К» означает «конденсатор», дальше следует цифра, обозначающая вид диэлектрика, и буква, указывающая, в каких цепях может использоваться конденсатор; после неё стоит номер разработки или буква, указывающая вариант конструкции.

## Параметры выносливости[14]

### Электрическая прочность
Зависимость между пробивным напряжением {\displaystyle U_{pr}} и временем {\displaystyle T}, в течение которого это напряжение приложено к зажимам конденсатора. Определяется эмпирической формулой {\displaystyle T={\frac {A}{{U_{pr}}^{n}}},} где {\displaystyle A} — постоянный коэффициент, зависящий от свойств диэлектрика, {\displaystyle n=3\dots 8.}

### Надежность конденсатора
Интенсивность отказов за 1 час работы в нормальных условиях. Среднее время до первого внезапного отказа: {\displaystyle T_{sr}=B\left({\frac {U_{d}}{U_{r}}}\right)^{n}}, где {\displaystyle B} — постоянный коэффициент, зависящий от свойств диэлектрика, {\displaystyle n=4\dots 7,} {\displaystyle U_{d}} — допускаемое напряжение, {\displaystyle U_{r}} — рабочее напряжение.

### Срок службы
Влияние температуры на срок службы выражается формулой: {\displaystyle T_{1}=T_{2}a^{\frac {t_{2}-t_{1}}{10}},} где {\displaystyle a=2} для бумажных, слюдяных и керамических конденсаторов постоянной ёмкости, {\displaystyle a=4\dots 6} для стеклоплёночных, {\displaystyle T_{1}} и {\displaystyle T_{2}} — сроки службы конденсатора при температурах {\displaystyle t_{1}} и {\displaystyle t_{2}} соответственно.